# Kiistala
Kiistala ist ein Ort in der Gemeinde Kittilä in Finnland.

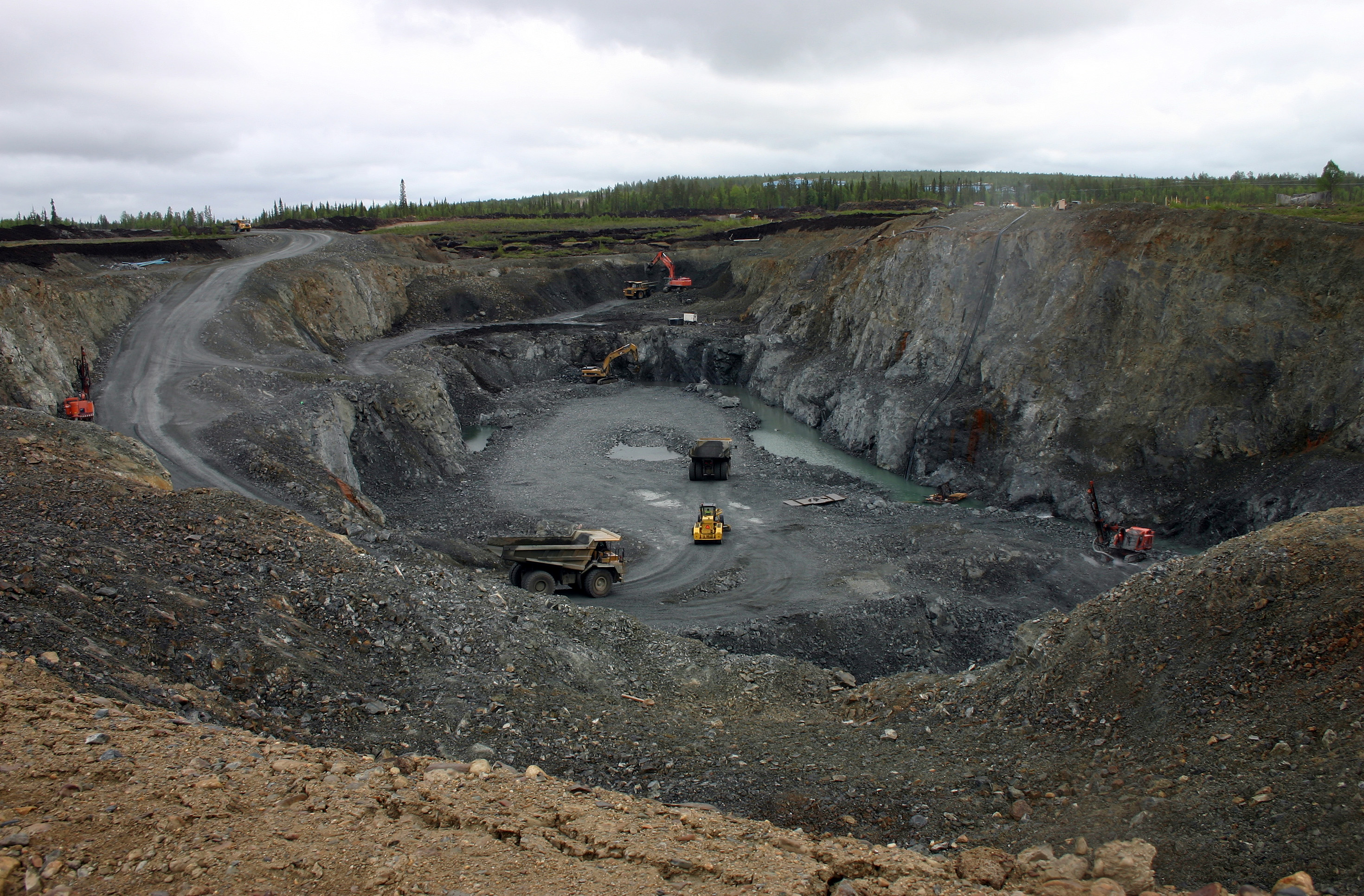
Goldmine Suurikuusikon kaivos (2007)

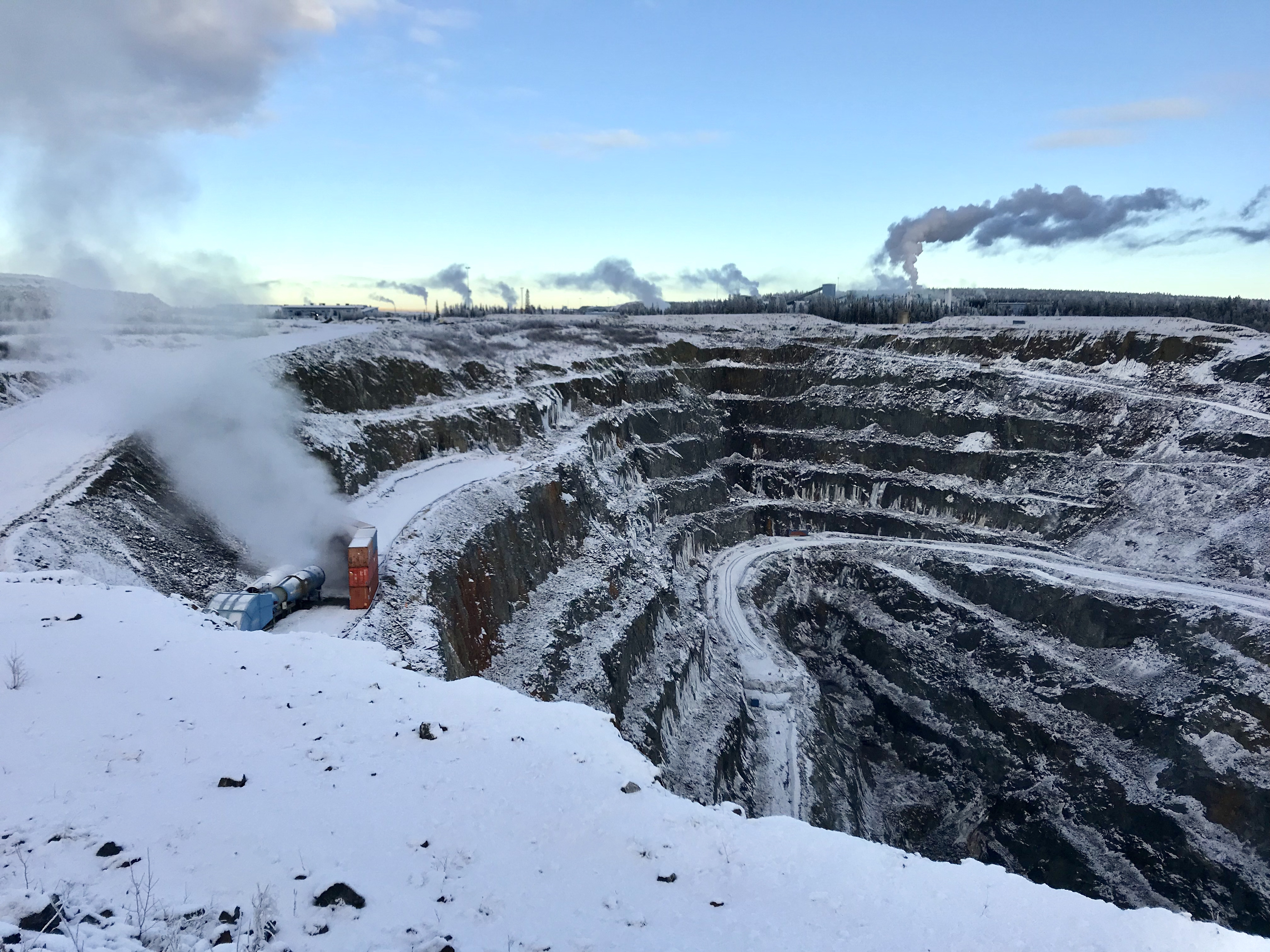
Goldmine Suurikuusikon kaivos (2017)

## Geografie
Kiistala liegt nordöstlich von Kittilä und ist über die Landstraße 9552 Kiistalantie mit dem finnischen Straßennetz verbunden.
Der Ort liegt in der finnischen Tundra.
In der Nähe befindet sich die Goldmine Suurikuusikon kaivos (67° 54′ 50″ N, 25° 24′ 0″ O).
Koordinaten: 67° 51′ 56,9″ N, 25° 20′ 26,3″ O